# Agadez (regija)
Agadez je jedna od sedam regija u Nigeru. Prostire se na 634.209 km² glavni grad joj je Agadez po kojem je dobila i i me.

## Karakteristike
Agadez regija obuhvaća 52% ukupne površine Nigera, najveća je od svojih sedam regija. Unatoč svojoj veličini, Agadez je slabo naseljena u njoj živi samo 321.639 stanovnika što je samo 2,9 posto od ukupnog stanovništva Nigera dok je gustoćom naseljenosti manja od jednog stanovnika po četvornom kilometru. Prema najnovijim podacima iz 2011. godine u regiji živi 511.188 stanovnika. Regija uključuje veliku Ténéré pustinju dio Sahare, dine poput Bilme i planine Aïr. Velik dio stanovništva su nomadski ili polunomadski narodi, uključujući Tuarege, Touboue i Wadooba Fulbe. Postoje populacije Kanura (na istoku) te Hausa i Songaja u gradovima i oazama.

## Administrativna podjela
Agadez je podjeljena na tri Departmana i jednu Općinu.
| Agadez       | .......     | 78.289     |              |                            |
| Departman    | Površina    | Stanovnika | Središte     | Kantoni                    |
| Arlit        | 216 774 km² | 98.170     | Arlit        |                            |
| Bilma        | 296 279 km² | 17.080     | Bilma        | Bilma, Djado, Fachi, Kawar |
| Tchirozérine | 154 746 km² | 118.068    | Tchirozérine |                            |

## Granica
Agadez ima sljedeće granice, uključujući i državne granice:
- - Državna granica
- Kidal regija, Mali - zapad
- Tamanghasset Wilayah, Alžir - sjeverozapad
- Ghat Sha'biyah, Libija - sjever
- Murzuq Sha'biyah, Libija - sjeveroistok
- Bourkou-Ennedi-Tibesti Regija, Čad - istok
  - Regijska granica
- Diffa - jugoistok
- Zinder - jug
- Maradi - jug
- Tahoua - jugozapad